# Ablanița, Blagoevgrad
Ablanița (în bulgară Абланица) este un sat în Obștina Hadjidimovo, Regiunea Blagoevgrad, Bulgaria.

## Demografie
Componența etnică a satului Ablanița
     Bulgari (51,76%)
     Nicio identificare (30,12%)
     Turci (15,51%)
     Romi (0%)
     Altele (2,58%)
La recensământul din 2011, populația satului Ablanița era de 2.629 locuitori. Din punct de vedere etnic, majoritatea locuitorilor (51,76%) erau bulgari, cu o minoritate de turci (15,51%). Pentru 30,12% din locuitori nu este cunoscută apartenența etnică.